# Облонг (Илиноис)
Облонг (енгл. Oblong) град је у америчкој савезној држави Илиноис.

## Демографија
По попису из 2010. године број становника је 1.466, што је 114 (-7,2%) становника мање него 2000. године.
| Група             | 2000.         | 2010.         |
| Белци             | 1.556 (98,5%) | 1.427 (97,3%) |
| Афроамериканци    | 3 (0,2%)      | 7 (0,5%)      |
| Азијати           | 2 (0,1%)      | 8 (0,5%)      |
| Хиспаноамериканци | 9 (0,6%)      | 10 (0,7%)     |
| Укупно            | 1.580         | 1.466         |